# Oligonychus subnudus
Oligonychus subnudus är en spindeldjursart som först beskrevs av McGregor 1950.  Oligonychus subnudus ingår i släktet Oligonychus och familjen Tetranychidae. Inga underarter finns listade i Catalogue of Life.